# Houy (grand prêtre de Ptah)
Pour les articles homonymes, voir Houy.
Houy est un grand prêtre de Ptah sous le règne de Ramsès II. Houy est connu grâce à deux ouchebtis (aujourd'hui au Louvre) dédiés à une sépulture d'Apis dans le Sérapeum. Les sépultures d'Apis sont datées des années 16 et 30. Houy a peut-être été grand prêtre de Ptah de l'an 2 à l'an 20 du règne de Ramsès II.
Houy a été remplacé par Pahemnetjer.